# Актауская палеонтологическая стоянка
Актауская палеонтологическая стоянка — расположена в 200 км к востоку от Алматы близ поселка Айдарлы. Является одной из самых крупных в Илейской впадине, содержит более чем 1000-метровую толщу отложений, относящихся к различным периодам (от палеогена до антропогена). Впервые кости древних животных найдены в 1948 году. В верхних слоях найдены кости слонов, оленей, остатки моллюсков. В пластах миоценовой эпохи обнаружены остатки черепах, оленей, газелей, носорогообразных, халикотериевых, мастодонтов. Найдены отпечатки более 50 видов растений — тополей, жестколистых и мелколистых ксерофитных дубов, протугаев, пришибляков и т. д. В нижней части толщи расположен слой с костями обитателей эоценовой эпохи — болотных носорогов. Уникальной находкой являются остатки бронтотерия. Казахстанские и американские палеонтологи отнесли актауских бронтотериев к неизвестному в науке новому виду этих животных.